# East Chicago
East Chicago est une ville du comté de Lake, dans l'État de l'Indiana, aux États-Unis. East Chicago se trouve à environ 5 km de Chicago. Sa population s’élevait à 29 698 habitants lors du recensement de 2010, estimée à 27 930 habitants en 2018.

## Démographie
| Groupe            | East Chicago | Indiana | États-Unis |
| ----------------- | ------------ | ------- | ---------- |
| Afro-Américains   | 42,9         | 9,1     | 12,6       |
| Blancs            | 35,5         | 84,3    | 72,4       |
| Autres            | 18,1         | 2,7     | 6,4        |
| Métis             | 2,8          | 2,0     | 2,9        |
| Amérindiens       | 0,6          | 0,3     | 0,9        |
| Asiatiques        | 0,1          | 1,6     | 4,8        |
| Total             | 100          | 100     | 100        |
|                   |              |         |            |
| Latino-Américains | 50,9         | 6,0     | 16,7       |

Selon l'American Community Survey, pour la période 2011-2015, 58,80 % de la population âgée de plus de 5 ans déclare parler anglais à la maison, alors que 40,17 % déclare parler l'espagnol, 0,47 % l'arabe et 0,55 % une autre langue.

## Source
- (en) Cet article est partiellement ou en totalité issu de l’article de Wikipédia en anglais intitulé « East Chicago, Indiana » (voir la liste des auteurs).

1. ↑  (en) « East Chicago, IN Population - Census 2010 and 2000 », sur censusviewer.com.
2. ↑  (en) « Population of Indiana - Census 2010 and 2000 », sur censusviewer.com.
3. ↑  (en) « Language spoken at home by ability to speak English for the population 5 years and over », sur factfinder.census.gov.